# Hôtel du préteur royal
L'hôtel du préteur royal est un monument historique situé à Sélestat, dans le département français du Bas-Rhin.

## Localisation
Ce bâtiment est situé aux 4-6, rue Sainte-Barbe à Sélestat.

## Historique
Ancienne résidence du préteur royal de Sélestat, l'édifice fait l'objet d'une inscription au titre des monuments historiques depuis 1929.

## Architecture

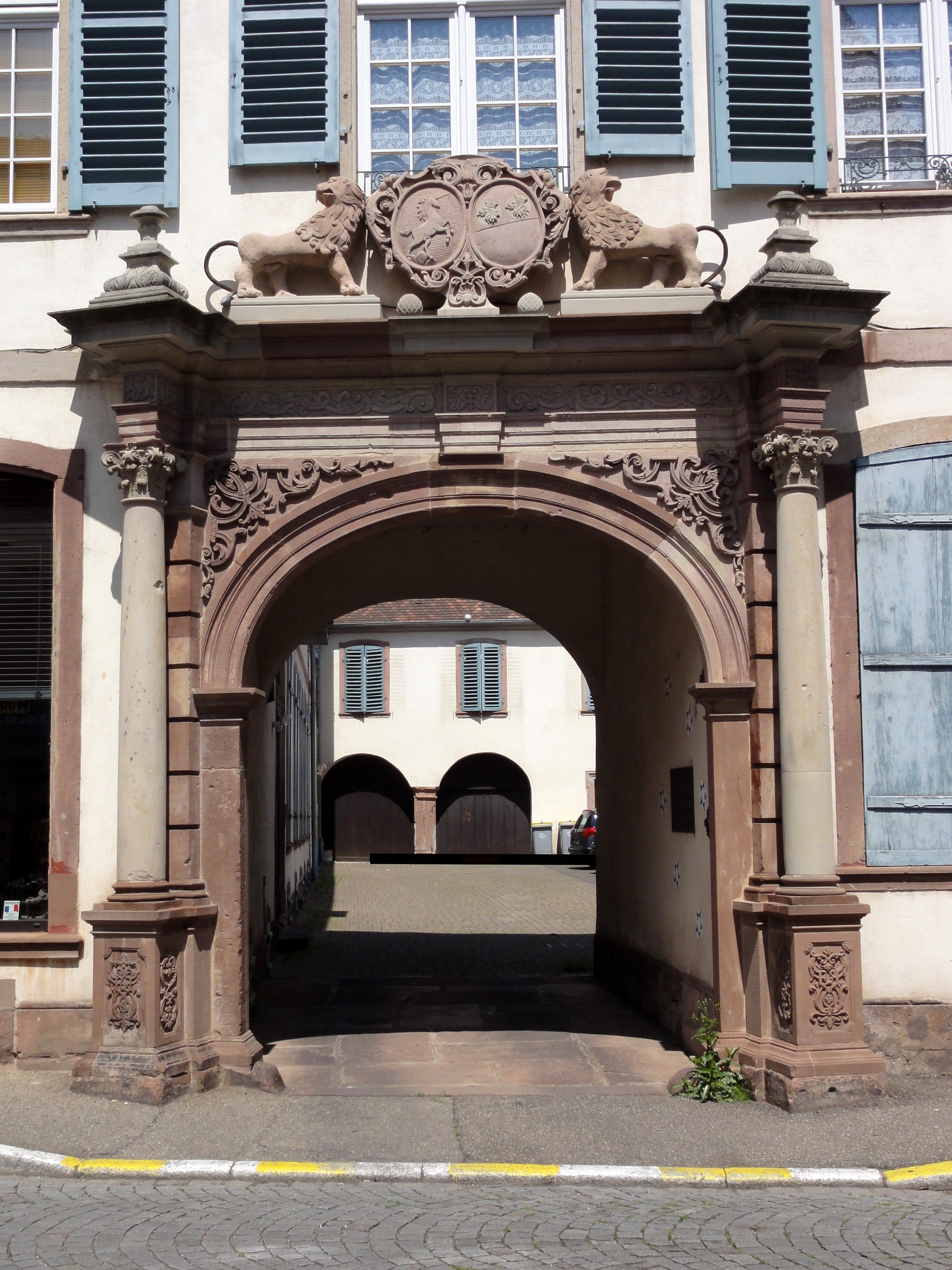
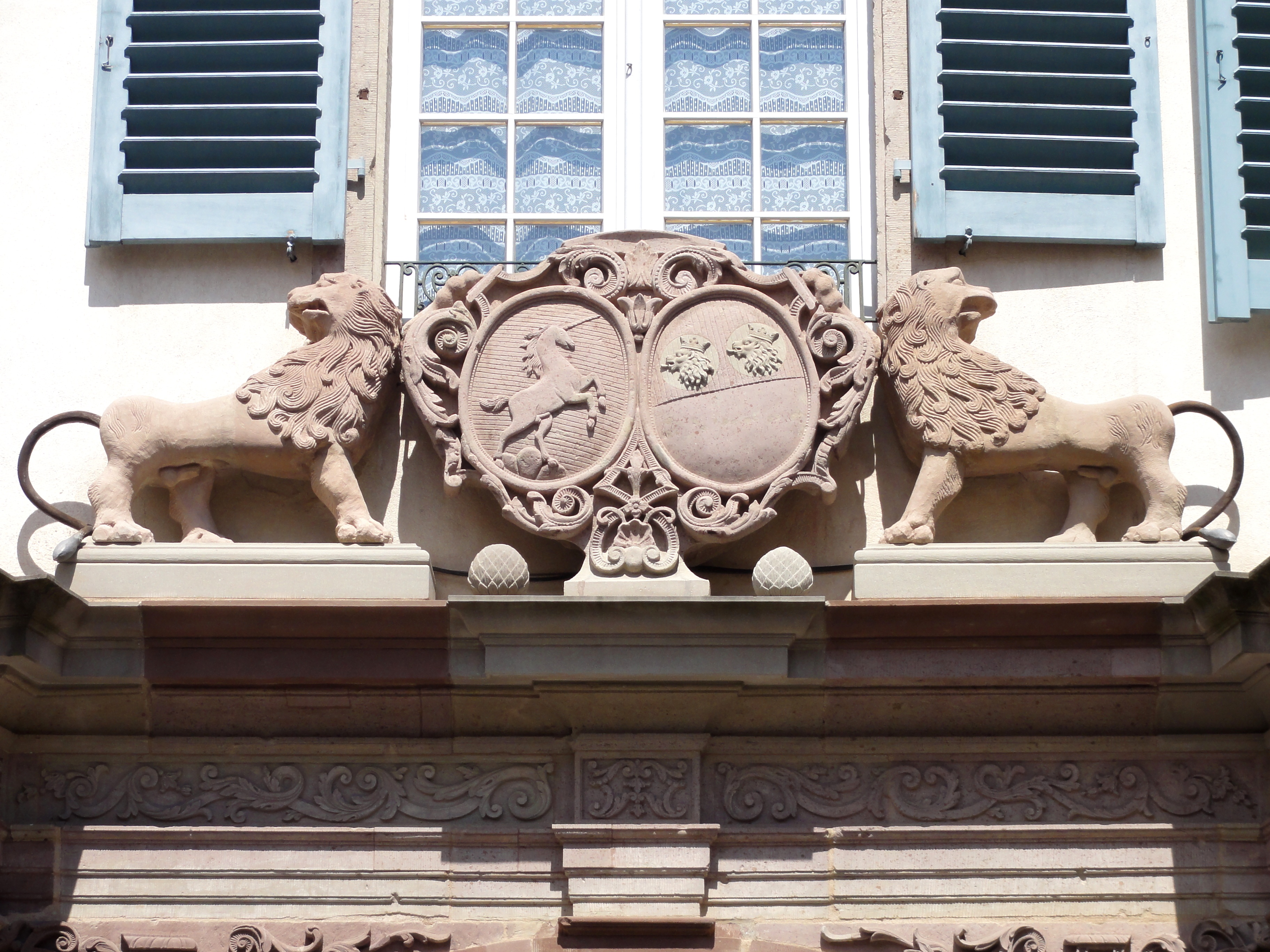
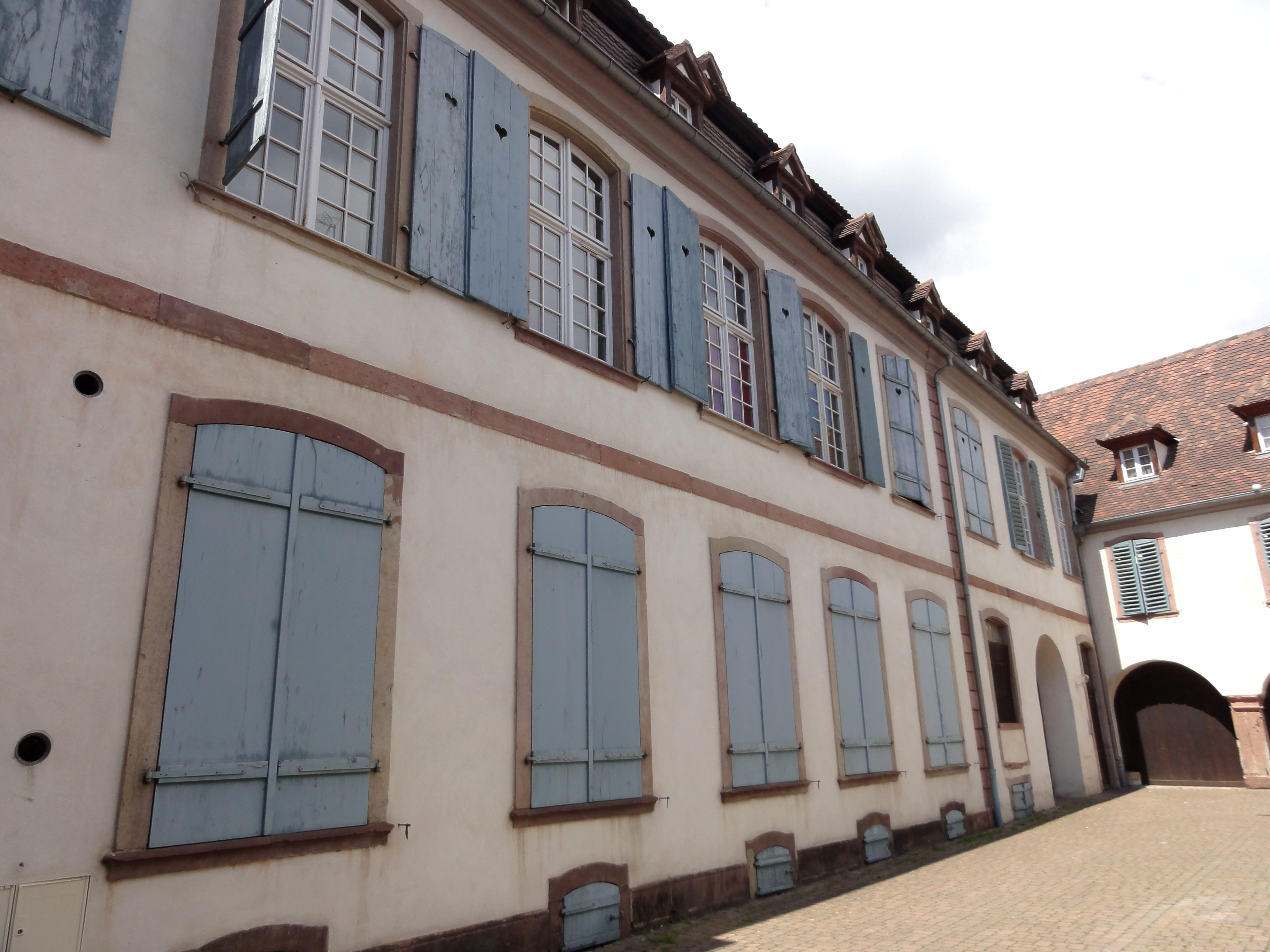